# 熱血新紀錄
《熱血新紀錄》（日版直譯為“驚人的熱血新紀錄！〜遙遠的金牌〜”）是由Technōs Japan開發并發行的紅白機動作遊戲，遊戲於1992年6月26日在日本發行，北美版本於1992年10月發行。遊戲於1993年7月16日在日本Game Boy平臺重制，以《驚人的熱血新紀錄！ 到處都是金牌》（びっくり熱血新記録！どこでも金メダル）的命名發行。
在遊戲中，玩家扮演的參賽隊伍要參加有多個項目的運動會，并拿到更多的獎牌。遊戲包括400米跨欄、投鏈球高爾夫、游泳、樓間撐杆跳和柔道。